# HD 219310
HD 219310，又名BD+23 4704，SAO 91113、HR 8839，是一颗恒星，视星等为6.36，位于銀經96.2，銀緯-33.69，其B1900.0坐标为赤經23h 9m 40.5s，赤緯+23° -33.69′ 29″。